# Anisothecium crispum
Anisothecium crispum är en bladmossart som först beskrevs av William M. Wilson och Braithwaite, och fick sitt nu gällande namn av H. A. Möller 1907. Anisothecium crispum ingår i släktet Anisothecium och familjen Dicranaceae. Inga underarter finns listade i Catalogue of Life.